# Schloss Spangenberg

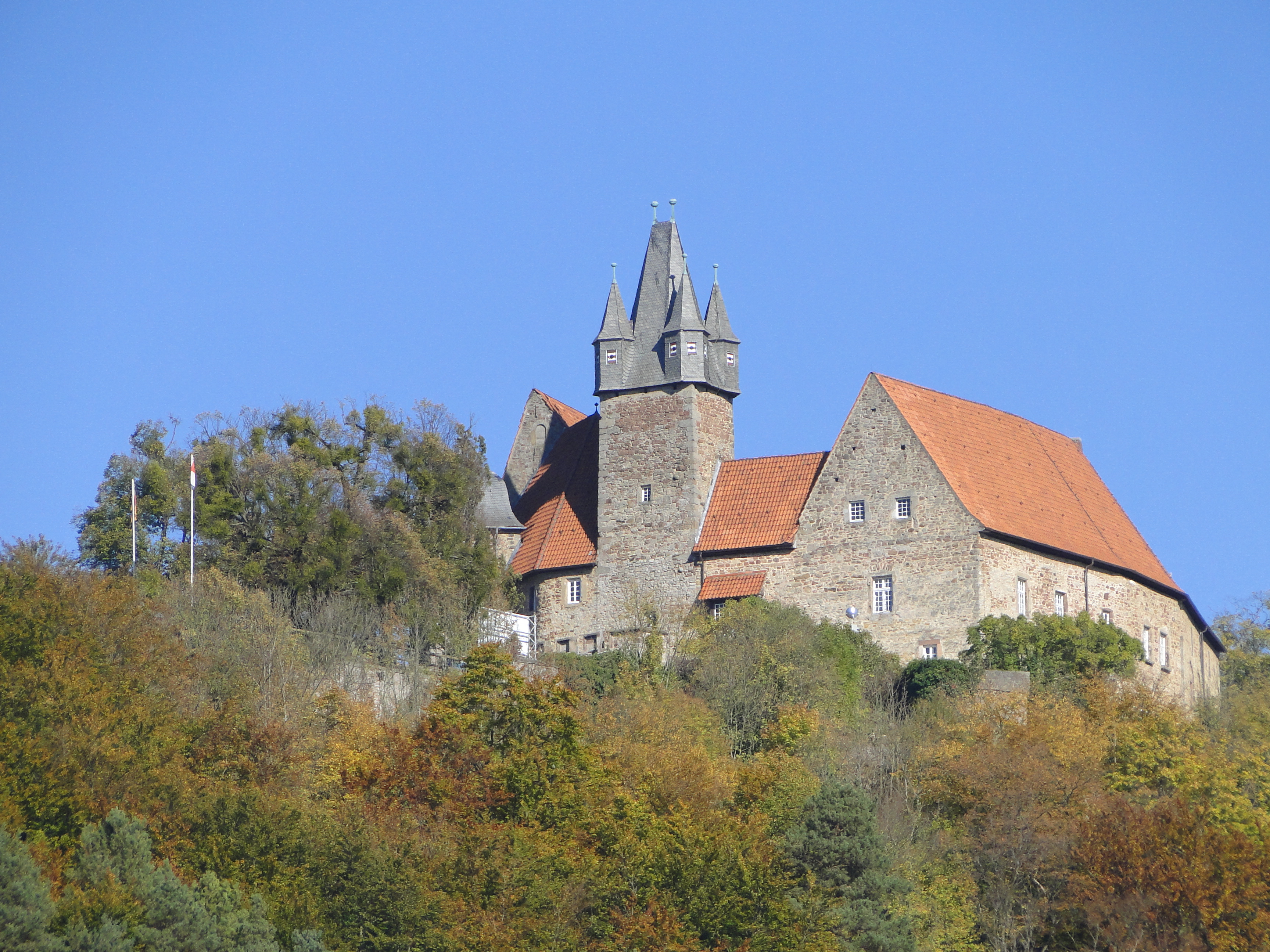
Schloss Spangenberg (2010)

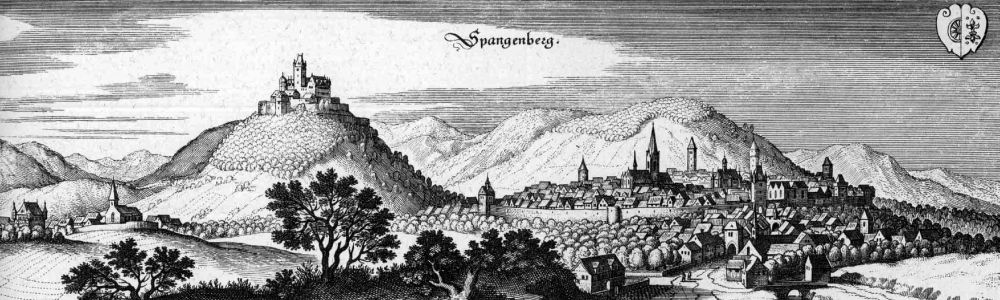
Schloss Spangenberg in einem Auszug aus der Topographia Hassiae et Regionum Vicinarum (1655)

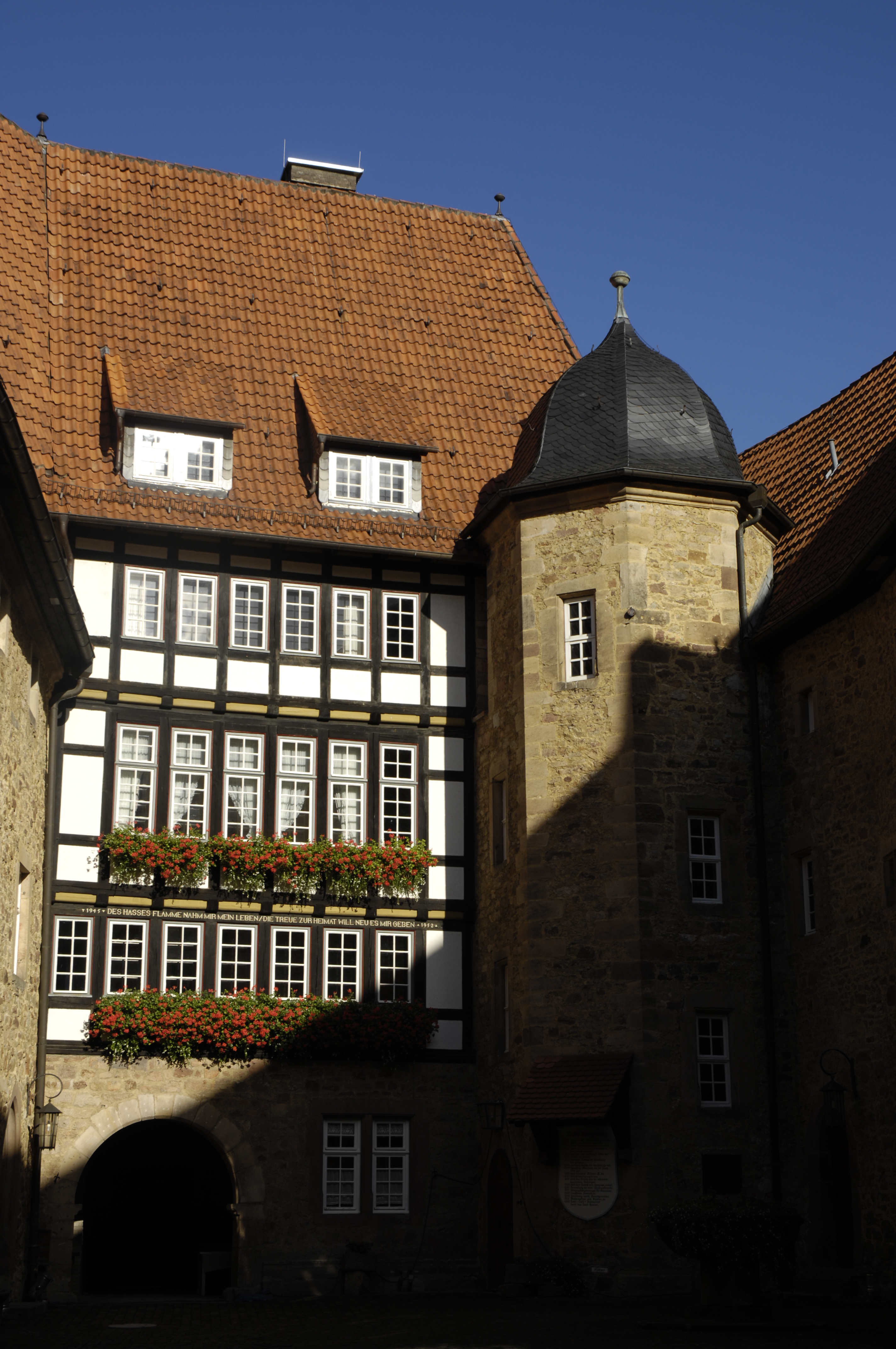
Der Innenhof der Burganlage Spangenberg

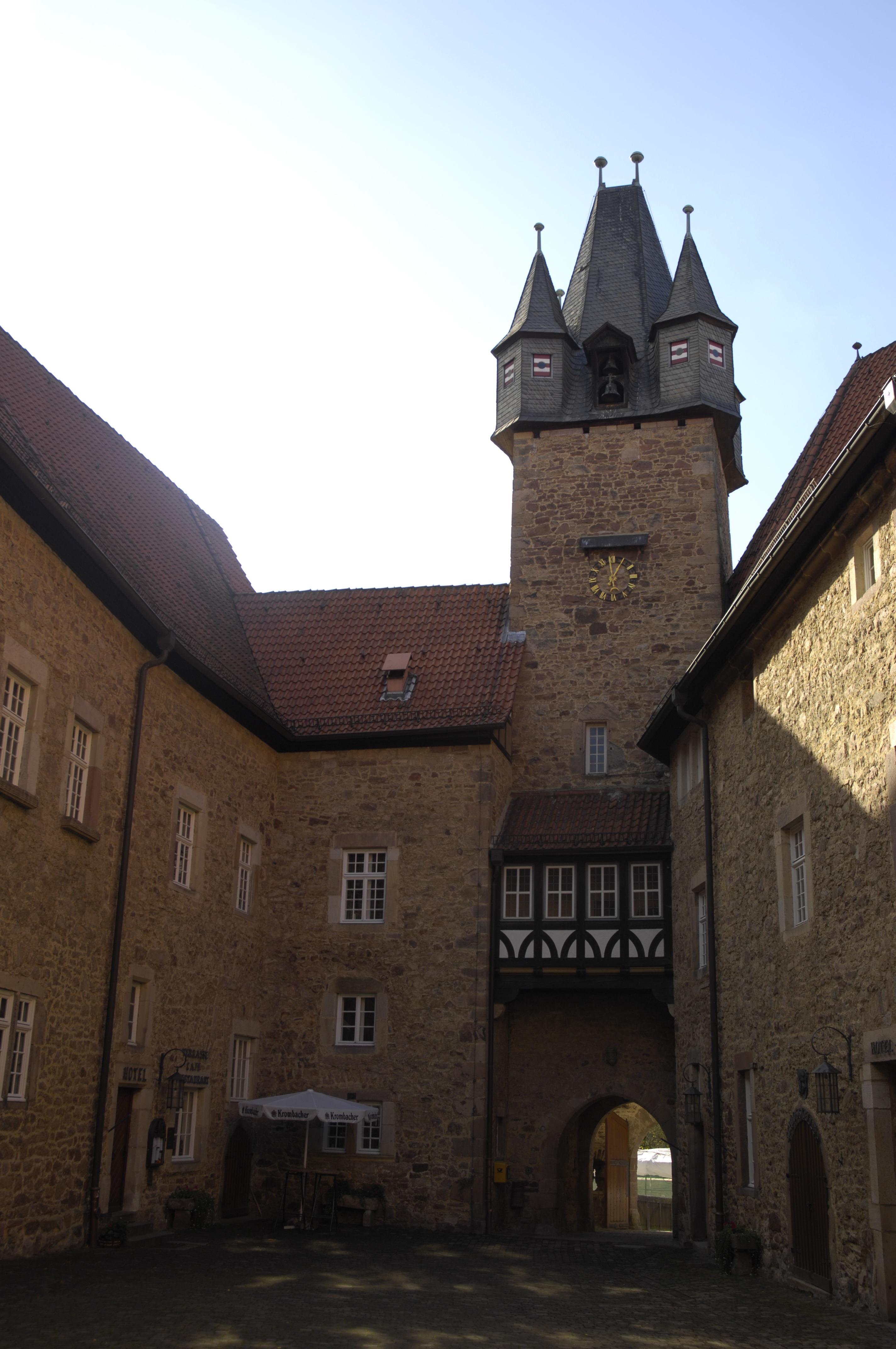
Der Turm über dem Tor zum Innenhof

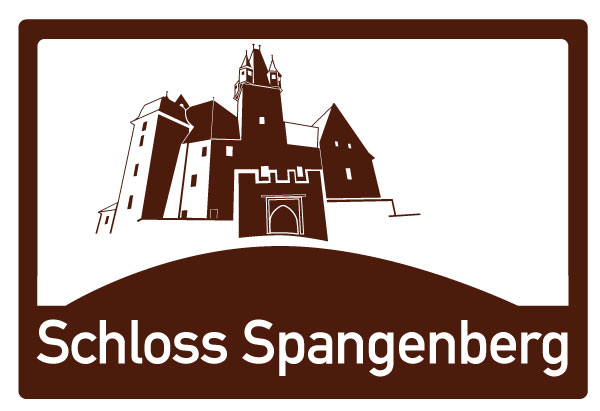
Touristisches Hinweisschild an der Bundesautobahn 7

Das Schloss Spangenberg ist ein Schloss oberhalb der Kleinstadt Spangenberg im nordhessischen Schwalm-Eder-Kreis. Die ursprünglich gotische Anlage war zunächst Burg, dann Festung, Jagdschloss, Gefängnis, Forstschule und ist heute ein Hotel und Restaurant.

## Geographische Lage
Das Schloss Spangenberg steht zwischen der im Pfieffetal gelegenen Spangenberger Kernstadt im Osten und Süden und dem am Pfieffe-Zufluss Essebach liegenden und direkt an die Kernstadt grenzenden Ortsteil Elbersdorf im Westen und Norden auf dem bewaldeten Schloßberg.

## Geschichte
Die erste Burganlage wurde vermutlich von den aus Thüringen stammenden Herren von Treffurt als Mittelpunkt ihres kleinen Herrschaftsgebietes im Raum um Spangenberg und Morschen erbaut. Die wichtige Handelsstraße durch die langen Hessen von Frankfurt nach Leipzig konnte von hier gut überwacht werden. Für die neu gegründete Siedlung unterhalb der Burg bot der Verkehrsweg günstige Entwicklungsvoraussetzungen; sie wurde bereits 1261 als Stadt (civitas) bezeichnet, erhielt allerdings erst 1309 durch die Ritter Hermann und Friedrich von Treffurt das Stadtrecht nach dem Lippstädter Recht. Größe und Gestalt der Höhenburg des 13. Jahrhunderts sind nicht genau bekannt. Im südlichen Bautrakt haben sich noch Teile des ursprünglichen Palas’ erhalten. Dort befanden sich die Repräsentations- und Wohnräume der Familie des Burgherrn. Der Zugang zur Burg war vermutlich von Anfang an besonders geschützt und die gesamte Anlage von einer Mauer umgeben. Die Nebengebäude bestanden zunächst wohl weitgehend aus Fachwerk. Da die Versorgung mit Trinkwasser lebensnotwendig war, dürfte die Ausschachtung des etwa 100 Meter tiefen Burgbrunnens bereits bei der Erbauung der Burg erfolgt sein.

### Ritterburg und Landgrafenschloss
Der erste urkundlich erwähnte Besitzer von Burg und Stadt Spangenberg war Ritter Hermann von Treffurt (1235). Er wurde vom Grafen von Ziegenhain mit der Herrschaft Spangenberg belehnt. Seit dieser Zeit nannten sich die Herren von Treffurt auch „Herren von Spangenberg“. Die Brüder Hermann und Friedrich von Spangenberg und Treffurt sorgten als Raubritter im Jahr 1327 für Unruhe in ihrem thüringischen Umland. In der Folgezeit war ein deutlicher Verfall des Geschlechts derer „von Treffurt und Spangenberg“ zu verzeichnen. Sie führten zeitweise ein zügelloses Leben, verfeindeten sich durch gewaltsames Treiben mit ihren Nachbarn, und bekämpften sich gar untereinander. Schließlich verkaufte Ritter Hermann IX. im Jahre 1350 Burg, Amt und Stadt Spangenberg an den hessischen Landgrafen Heinrich II. für insgesamt 8000 Mark Silber, damals selbst für einen Landesfürsten eine erhebliche Summe. Seit dieser Zeit ist Spangenberg hessisch.
Die Burg diente nun über zwei Jahrhunderte den hessischen Landgrafen als Residenz und Jagdschloss:
- Wohnsitz Landgraf Heinrichs II., „dem Eisernen“ (1299–1377).
- Otto der Schütz, Sohn Heinrichs II., lebte hier und lieferte Stoff für viele Anekdoten und Sagen (1322–1366); Otto pflegte das edle Waidwerk mit Meute und Pferd, Hilfthorn, Armbrust und Saufeder; seine Liebesgeschichte mit Elsbeth von Cleve wurde von Gottfried Kinkel in der epischen Dichtung Otto der Schütz. Eine rheinische Geschichte in zwölf Abenteuern (Cotta’sche Handbibliothek; Bd. 171, Cotta, Stuttgart 1846) literarisch verarbeitet.
- Landgraf Hermann der Gelehrte (1341–1413) residierte auf dem Schloss.
- Landgraf Ludwig der Friedfertige (1402–1458) wurde auf Schloss Spangenberg geboren und starb auch hier.
- Landgraf Wilhelm I. (1466–1515) starb auf Schloss Spangenberg.
- Landgraf Philipp der Großmütige (1504–1567) führte Hessen zur politischen und kulturellen Bedeutung. Seine „Nebenfrau“ Margarethe von der Saale wohnte im Eckhaus Burgstraße/Klosterstraße in der Stadt Spangenberg.
- Landgraf Wilhelm IV. der Weise (1532–1592) verstärkte die Festung erheblich und gab dem Schloss die heutige äußere Gestalt.
- Daneben war das Schloss in dieser Zeit auch mehrfach Witwensitz hessischer Landgräfinnen.

Baugeschichtlich waren diese Jahre für die Gesamtanlage von großer Bedeutung. Besonders Landgraf Ludwig der Friedfertige ließ die Burg durch Erbauung der Zwingermauern mit sechs Schalentürmen verstärken. Ein neues Tor mit Landeswappen und drei Zierzinnen verliehen dem Zugang nun ein repräsentatives Aussehen. Die Burg wurde als so sicher eingeschätzt, dass im 15. Jahrhundert hier zeitweise größere Geldmengen und Archivbestände der Landgrafen aufbewahrt wurden.

### Festung, Gefängnis
Das Aufkommen der Feuerwaffen machte neue umfangreiche Baumaßnahmen erforderlich. Wahrscheinlich unter Landgraf Philipp entstand an der nordöstlichen Hauptangriffsseite ein mächtiger angeschütteter Erdwall mit Kasematten. Ein großer Geschützturm von 22 Metern Durchmesser bildete den Eckpunkt dieser Neubefestigung. Das in dieser Zeit angelegte unterirdische Gangsystem, das der Verteidigung der neuen Festungswerke diente, hat sich weitgehend bis heute erhalten, ist der Öffentlichkeit allerdings nicht zugänglich.
1584 ernannte Landgraf Wilhelm IV. Hans Wilhelm Kirchhof zum Burggrafen auf Schloss Spangenberg. Dieser heiratete in zweiter Ehe Margarethe Stuckenrad und hatte mit ihr neun Kinder. Neben seiner Tätigkeit als Burggraf betätigte er sich auf Schloss Spangenberg schriftstellerisch. Von 1584 bis 1605 schloss er seine Wendunmuhth, eine Schwank-, Anekdoten- und Geschichtensammlung. Er starb im Alter von ungefähr 80 Jahren 1602 oder 1603.
Um 1580 ließ Landgraf Wilhelm IV. einen Saalbau und den sich anschließenden „Kommandantenbau“ (im Nordosten) errichten. Der Hof war damit gänzlich umbaut. Zu Beginn des Dreißigjährigen Krieges musste die Befestigung erneut verstärkt werden. Bis 1636 legte man eine Bastionäranlage vor die Westseite. Als Ersatz für die dabei abgebrochenen Nebenbauten entstand das heute als Jagdmuseum dienende Gebäude auf dem Wall. Da die Festungsanlagen verstärkt worden waren, blieb das Schloss im Dreißigjährigen Krieg, während der Regentschaft der Landgräfin Amalie Elisabeth (1637–1650), in hessischer Hand. Die Stadt dagegen wurde 1637 zur Hälfte zerstört. Nach 1648 hatte das Schloss seine Bedeutung als Landgrafensitz und als Festung weitgehend eingebüßt, und daher fanden baulich nun auch fast nur noch Instandhaltungsarbeiten statt. Trotzdem galt Spangenberg weiterhin als Nebenfestung der Landgrafschaft Hessen-Kassel. Das alte Schloss war im Zeitalter des Barock als fürstlicher Wohnsitz nicht mehr geschätzt, wurde aber weiterhin als Festung unterhalten und mit Invaliden besetzt.
Im Siebenjährigen Krieg (1756–1763) konnte die nur mit Invaliden besetzte Festung am 9. November 1758 erstmals von französischen Truppen unter Louis des Balbes de Berton et de Crillon, Herzog von Mahon im Handstreich eingenommen werden (1758), da man vergessen hatte, eine Zugbrücke hochzuziehen. Die Franzosen erbeuteten 18 Kanonen, 307 Gewehre, Munition und 44 Pulverfässer. Ab 1763 wurde die Festung als Staatsgefängnis (Haftanstalt für Offiziere) genutzt. Zu diesem Zweck teilte man mehrere große Räume in Zellen auf. 1840 entstand ein neues Wachhaus außerhalb des Grabens. Während der Verfassungskämpfe in Kurhessen zur Zeit der Kurfürsten Wilhelm II. (1821–1847) und Friedrich Wilhelm I. (1847–1866) kamen dann auch viele politische Häftlinge in die Festung Spangenberg.
Nach der Annexion Kurhessens durch Preußen (1866) wurde das Gefängnis aufgelöst, und man beschränkte sich nur noch auf die notwendigsten Unterhaltungsmaßnahmen. Das leer stehende Gebäude wurde von einem Kastellan beaufsichtigt. Die Festungsanlagen begannen nun zuzuwachsen. 1870/71 wurden französische Kriegsgefangene untergebracht.

### Forstschule
Erst 1907/08 führte man das Schloss einer neuen Nutzung als preußische Forstschule zu. Dafür waren größere Umbauarbeiten erforderlich, wobei man sich bemühte, den ursprünglichen Charakter der Gebäude zu erhalten. Mit dem Einzug der Forstschule knüpfte man an die alte Tradition Ottos des Schützen und der früheren Bedeutung als Jagdschloss an. Am 15. Juni 1913 besuchte Kaiser Wilhelm II. die Forstschule in Spangenberg.
1937 feierte die Forstschule ihr 30-jähriges Bestehen. Direktor war damals Forstmeister Friedrich Dierking. Bei Kriegsausbruch im September 1939 wurden Dierking und viele Lehrer und Forstschüler zum Kriegsdienst eingezogen und die Ausbildung des forstlichen Nachwuchses in Spangenberg wurde unterbrochen und später nicht wieder aufgenommen. Damit war Dierking auch der letzte Direktor der Schule. In den 32 Jahren des Bestehens der Schule qualifizierten sich rund 1.200 junge Forstbeamte auf Schloss Spangenberg für ihren Beruf.

### Zerstörung und Wiederaufbau – Gastronomiebetrieb
Im Zweiten Weltkrieg diente das Schloss abermals als Kriegsgefangenenlager („Oflag IX A“), diesmal für englische Offiziere. Kurz nach deren Abzug, Ende März 1945, brannten die Gebäude nach amerikanischem Fliegerbeschuss vollständig aus. Nur die Umfassungsmauern blieben als Ruinen zurück. Das Engagement Spangenberger Bürger für das Schloss bewirkte schließlich den Wiederaufbau durch das Land Hessen in den 1950er Jahren unter Leitung des Baurats Dr. Textor.
Der Bildhauer Wilhelm Hugues schuf 1966/67 einen 30 Meter langen hölzernen Fries an der Empore des Rittersaals im Schloss Spangenberg. Diese schildern Geschichte, Zerstörung und Wiederaufbau des Schlosses nach dem Zweiten Weltkrieg.
Obwohl die Innenräume des Schlosses bei Kriegsende völlig vernichtet worden waren, lässt doch die äußere Gestalt des Baues erahnen, welche Bedeutung die Festung früher hatte. Ihr Zugang wird durch kräftige Bastionen gesichert. Die Hauptburg ist von einem tiefen, breiten Graben geschützt. Über zwei Zugänge gelangt man in den schmalen Hof. Das westliche Tor, das früher noch durch eine Zugbrücke geschützt war, wird von einem hohen Turm mit einem steilen Walmdach beherrscht. Das Schlossdach enthielt vor dem Brand vielfältige Gaupen und Dachbestückungen, auf die man beim Wiederaufbau verzichtete. Die schlichten mehrgeschossigen Gebäude des 15. bis 17. Jahrhunderts haben im Obergeschoss und zur Hofseite hin kleine zweiteilige gotische Fenster, sonst hohe rechteckige Fenster aus dem 17. Jahrhundert. Im Inneren hat keine der großen Wandmalereien die Zerstörungen des Krieges überstanden. Sie zeigten u. a. die Heimkehr von Otto dem Schützen. Im ehemaligen Audienzsaal war ein Puttenfries zu sehen; außerdem befanden sich in den Räumen gotische Kamine und Prachtöfen, von denen nur Scherben übrig blieben. Von der ursprünglich treffurtischen Burgveste aus dem 13. Jahrhundert ist heute nur noch ein rundbogig gewölbter Keller über einem einstmals 126 Meter tiefen Brunnen erhalten geblieben.
Zu der bisherigen Nutzung des Schlosses als landgräfliches Jagdschloss und Residenz, als Gefängnis und Forstschule kam nun eine weitere Funktion hinzu. Bis zum heutigen Tage ist dort eine gehobene Gastronomie mit Hotelbetrieb und Tagungsräumen untergebracht. Im ehemaligen Zeughaus, das aus dem Jahre 1625 stammt, wurde nach seinem Wiederaufbau (1983) ein Jagdmuseum (siehe Kasten) untergebracht.
Anfang der 1960er Jahre wurden aus der großen Zahl der staatseigenen Burgen und Schlösser alle zusammengefasst, welche geeignet waren, als Gaststätte und/oder Hotel bewirtschaftet zu werden. Johannes Lill,
ehemaliger Geschäftsführer von „Burgen und Schlösser des Landes Hessen“, begründete den Sinn dieser Maßnahme: „Wir wollen die Denkmäler vergangener Zeiten nicht restaurieren und dann wieder in Schönheit sterben lassen. Sie sollen vielmehr mit neuem Leben erfüllt werden; denn die Monumente stehen nun einmal mitten unter uns. Das gilt gerade auch für Schloss Spangenberg, eine alte Burg, die aus einem Bergkegel förmlich herauswächst, so, als ob die Kuppe dieser natürlichen Bekrönung schon in grauer Vorzeit geharrt hätte. Burg und Landschaft sind eine Einheit. … Der Gast, den diese wohltuende Atmosphäre von Vergangenheit und Gegenwart umgibt, wird sich gerne an seinen Aufenthalt auf Schloss Spangenberg zurückerinnern und lässt sein Interesse an der langen Geschichte der Burg wach werden.“